# The Life of Bruce Lee
The Life of Bruce Lee es un documental biográfico estadounidense de 1994, a cargo de la dirección estuvo Guy Scutter, y el elenco está compuesto por Jan-Fai Lee, Taky Kimura, Wende Wagner, Peter Marinker, Peter Mark Richman y Barbara Anderson, entre otros. Esta obra fue realizada por Lumière Pictures, se estrenó el 8 de julio de 1994.

## Sinopsis
Se da conocer la vida del actor de artes marciales Bruce Lee, desde el momento en que nació, en 1940, hasta su fallecimiento en 1973, se pueden ver entrevistas a sus colegas actores y a familiares. Esta obra está dedicada a su hijo, Brandon Lee.